# Jodi Albert
Jodi Mary Albert, född 22 juli 1983 i Chingford, London, är en engelsk skådespelerska, modell och sångare, främst känd för rollen som Debbie Dean i den brittiska såpoperan Hollyoaks.
Hon är gift med Westlife-medlemmen Kian Egan. Bröllopet genomfördes på Bahamas 8 maj 2009.